# نغمات شفق
نغمات شفق (به فرانسوی: Les Chants du crépuscule) نام کتابی است که توسط ویکتور هوگو نگاشته شده‌است.

## جزئیات
یک قسمت از اشعار این کتاب جنبهٔ سیاسی دارد و مربوطه به انقلاب ژوئیهٔ ۱۸۳۰ فرانسه‌است. در بعض اشعار این مجموعه از قبیل «بعد از ژوئیهٔ ۱۸۳۰» و «به مردی که زنی تسلیم کرده‌است» هوگو افکار شاه پرستیش را به کار برده و در قسمتی دیگر از قبیل «به ستون» و «ناپلئون» داستان‌های امپراتوری را سروده‌است و باقی اشعارش مربوط به آزادی خواهی او است. اشعار قسمت دوم  این کتاب مجموعه‌ای از احساسات لطیف و افکار بلند است و قسمتی از این اشعار تحت تأثیر عشق معشوقه اش «ژولیت دروئه» یا در مواقع شادکامی و نشاط و کامروایی است.

## اشعار برگزیده
زیباترین اشعار این مجموعه عبارتند از: «سرود» که به افتخار اشخاصی که در راه آزادی جان می‌دهند شاخته شده و «ناپلئون دوم»، «شب تابستان»، «مجلس رقص کاخ شهرداری»، «آه هرگز به زنی که سقوط می‌کند بد نگویید!»، «اکنون که من لبانم را...» (راجع به زن)، «گل بینوا می‌گفت»،«اکنون که ماه مه و موسم گل ا ست»، «همیشه سالم باشی»، «دات لیلیا» (در تمجید زن خود)، «در کلیسای...» و غیره...